# إديث روتش
إديث روتش (بالإنجليزية: Edith Rotch) مواليد 11 أغسطس 1874 - الوفاة 11 ديسمبر 1969، كانت لاعبة كرة مضرب أمريكية. كما أنها إحدى بطلات الجراند سلام حيث فازت ببطولة أمريكا سنة مع ناثانيال نيلس.

## النهائيات

### الزوجي المختلط

#### اللقب (1)
| السنة | البطولة                     | الشريك        | المنافس                      | النتيجة       |
| 1908  | بطولة أمريكا المفتوحة للتنس | ناثانيال نيلس | لويز هاموند ريمون ريمون ليتل | 6–4, 4–6, 6–4 |